# Verwaltungsgericht Neustadt an der Weinstraße

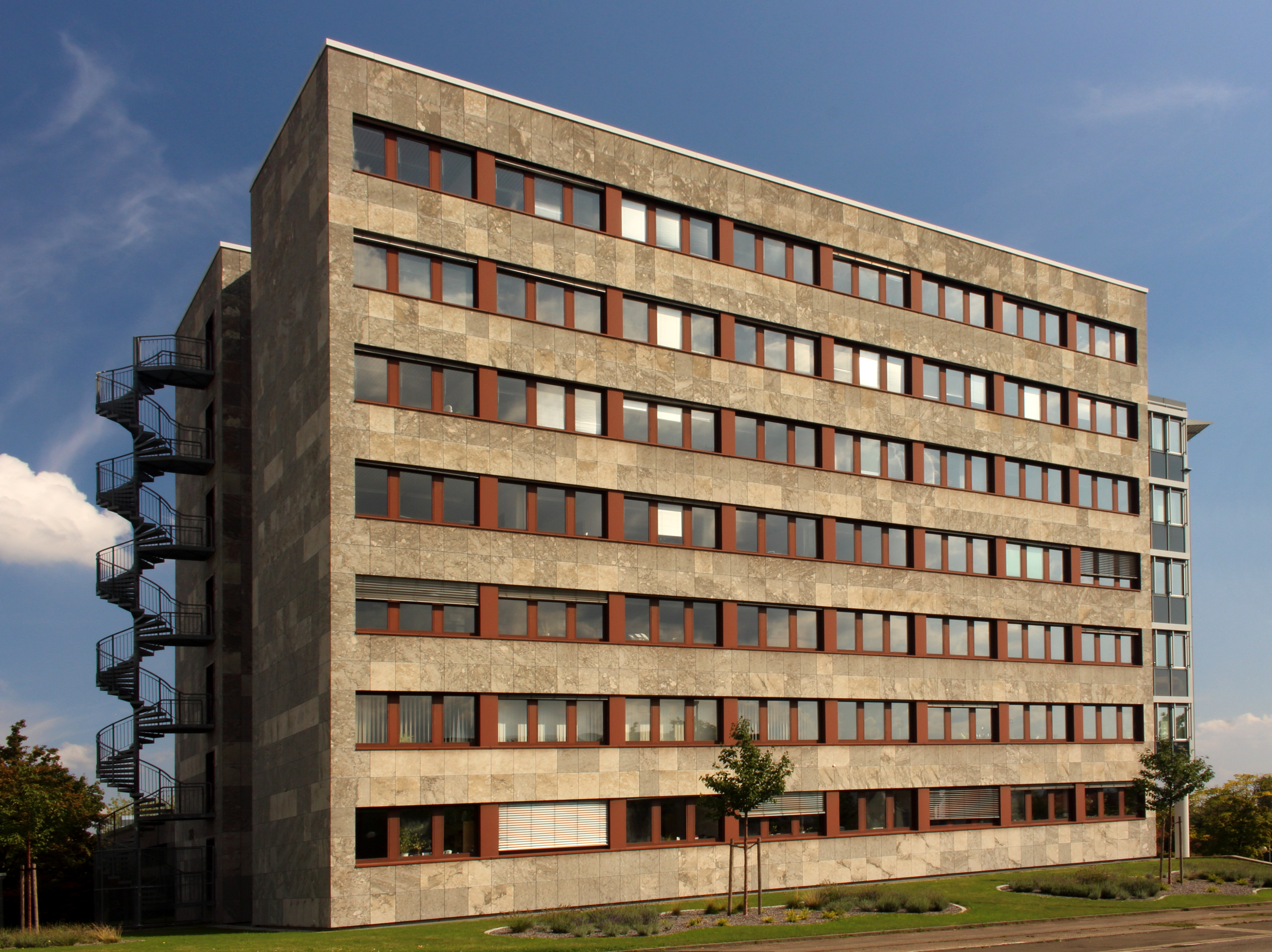
Gerichtsgebäude Robert-Stolz-Straße 20

Das Verwaltungsgericht Neustadt an der Weinstraße ist ein Gericht der Verwaltungsgerichtsbarkeit und eines von vier Verwaltungsgerichten in Rheinland-Pfalz. Es hat seinen Sitz in Neustadt an der Weinstraße. Präsident des Verwaltungsgerichts ist Christof Berthold.

## Gerichtsbezirk
Der Gerichtsbezirk umfasst die Städte Frankenthal (Pfalz), Kaiserslautern, Landau in der Pfalz, Ludwigshafen am Rhein, Neustadt an der Weinstraße, Pirmasens, Speyer und Zweibrücken sowie die Landkreise Bad Dürkheim, Germersheim, Kaiserslautern, Kusel, Rhein-Pfalz-Kreis, Südliche Weinstraße, Südwestpfalz und den Donnersbergkreis.

## Instanzenzug
Das nächsthöhere Gericht ist das in Koblenz ansässige Oberverwaltungsgericht Rheinland-Pfalz. Diesem ist das Bundesverwaltungsgericht in Leipzig übergeordnet.

## Gerichtsgebäude

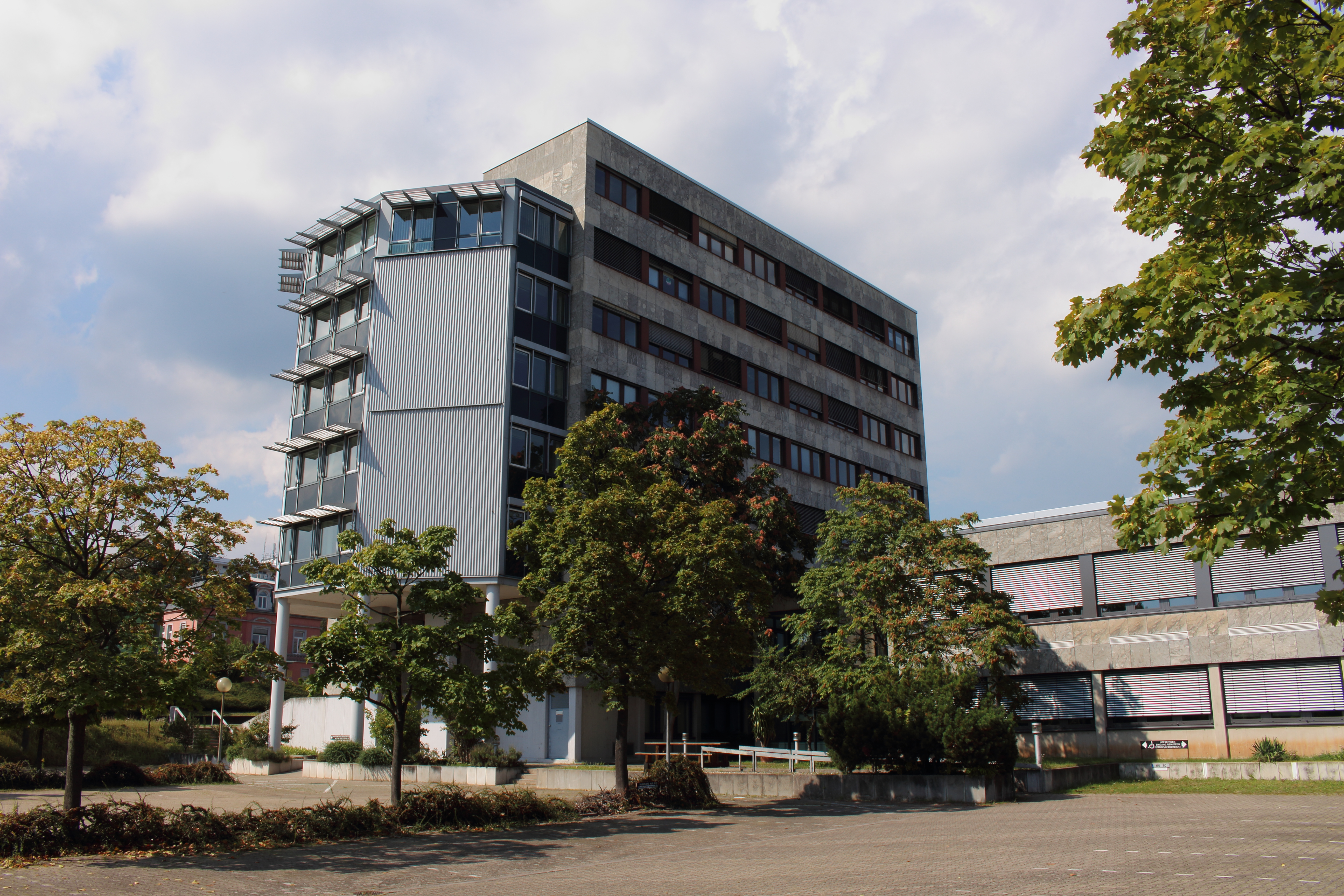
Gerichtsgebäude Robert-Stolz-Straße 20 Rückseite

Das Gericht ist in einem Gebäude in der Robert-Stolz-Straße 20 untergebracht. Dort befinden sich auch das Amtsgericht Neustadt an der Weinstraße und das Finanzgericht Rheinland-Pfalz.